# چشمه شفا
چشمه شفا نام یک منطقهٔ مسکونی در افغانستان است که در ولایت بلخ ولسوالی شولگره واقع شده‌است. در حقیقت چشمه شفا آبی را گویند که در آن ترکیبات کیماوی وجود داشته بالای وجود جلد تاثیر مثبت می نماید. چشمه شفاشولگره از مشهورترین و پر بازدیدترین محل‌های تفریحی باشندگان ولايت بلخ است این چشمه در تنگی اربُرز موقعیت دارد و در کنار آن یک مسجد نیز با بیشتر از ۱۴۰ سال قدامت تاریخی موجود است که هر از گاهی از آن به عنوان زیارت چشمه شفا نیز نام‌برده می‌شود.

## سایر چشمه های شفا در افغانستان
چشمه شفا چشمه‌های آبی را گویند که در آن مرکبات سلفر و یا سایر مواد کیماوی بوده معمولا آب آن گرم می‌باشند. برای امراض جلدی و عضلات تاثیر مثبت دارد. بعضی از چشمه‌های گرم مانند چشمه ولسوالی اوبه هرات ولسوالی خنجان پلخمری  دارای سلفر نبوده بلکه از حرارت جیوترمال گرم می‌باشد. اینگونه چشمه‌ها برای درد‌های مفاصل بهتر می‌باشد. بعضی از این چشمه‌ها نام مستقل دارند بعضا به نام همان محلی که در ان چشمه موجود است یاد می‌گردد. 

### چشمه‌های شفا که در آن سلفر یا سایر مواد وجود دارد
1. چشمه شفا شولگره ولایت بلخ
2. چشمه شفادرولایت فاریاب است درمنطقه چهل گزی منطقه (پشت باغ) یا (کوه گرد خرد)
3. چشمه آب گرم درواسوالی خاص اروزگان
4. چشمه شفا ارغنده پایین ولایت کابل
5. چشمه شفا در مناطق با میان، دره کالو، شیو قول ولسوالی ورس
6. چشمه شفا ولایت سرپل در نزدیکی معدن نفت در قریه انگوت
7. چشمه شفا زلفقار در هرات در کنار زیارت خواجه صاحب انصاری (رح)
8. چشمه شفا در ولایت بامیان در منطقه ذره اژدر هم یک چشمه است که می‌گویند از سر آژدار تب بیرون میآید.
9. کیک جشمه در ولسوالی پنجاب ولایت بامیان در قریه تکاب برگ منطقه خواجه مارها یا خواجه مارو مشهور است البته چشمه در زیر یک تپه موقیعت دارد آب پیشرو تبه گرم تر وپشت تپه تب سرد تر بیرون می‌شود.
10. چشمه شفا سمنگان تحقیق نشده
11. چشمه دشت حیرتان بنام چشمه آب گنده (آب گنج) دارای مقادیر زیاد سلفر می‌باشد.
12. چشمه شفا پلخمری از مشهورترین چشمه افغانستان است.
13. چشمه شفای کنار دریای تالقان که گذرگاه عام و خاص و تفریحگاه تابستانی است!
14. چشمهٔ ابگرمک فیض آباد بدخشان!
15. چشمه شفای زیر پل باغ حکیم بآی در ولسوالی بهارک بدخشان که آب آن قوی‌ترین هاضم غذای ثقیل است.
16. آب شفا دریای علینگار: یک شاخه از دریای علینگار از معادن سلفر گذشته پس از مسافت طولانی با چندین شاخه سلسله کوهای پامیر یکجا شده دریای علینگار ساخته می‌شود. این شاخه ضرورت به تحقیقات بیشتردارد.
17. چشمه آب گرم قریه گرماب ولسوالی ناهور ولایت غزنی
18. چشمه شفآ استا لف که بنام چشمه شور در استا لف مشهور است.
19. چشمه شفا ولایت میدان ولسوالی بهسود قریه کجاب می‌باشد و به نام چشمه هشدها یاد می‌شود.
20. چشمه شفا تنکی اژدر دره ترگمن درولایت پروان
21. چشمه شفای خواجه بلغار نزدیک شهرک روضه سلطان محمود غزنوی شهر غزنی
22. چشمه گرم و جوشان در عقب قریه سراب دره پشه یی ولسوالی پل حصار دره اندراب.
23. چشمه آب گرم ولسوالی بلخاب سرپل
24. چشمه شفا الدباغ ولسوالی خوږیاڼی ولایت ننگرهار
25. چشمه شفا دره سنگلاخ ولایت میدان وردک بنام چشمه خواجه مبارک یاد می‌گردد
26. چشمه آب گرم گرگاب گرزیوان ولایت فاریاب
27. چشمه ګرماب ولسوالی سنګین ولایت هلمند
28. چشمه آب گرم قریه چهاردره ولسوالی جدید التاسیس بندر (کوهستان) ولایت فاریاب

### چشمه های شفا که از حرارت زمین گرم میباشد
از اینکه افغانستان یک کشور کوهی است و دارای تکتونیکهای قدیم و نو می‌باشد. بودن چنین انرژی بقدر وافر در ساحات  هندوکش  به‌خصوص هندوکش مرکزی و ساحات هرات  می‌باشد. یکی از علایم این نقاط ، برآمدن چشمه‌های آب گرم می‌باشد که مردم افغانستان غرض علاج استفاده می‌نمایند. این چشمه‌ها در اوبى هرات، آب گرم در  بلخ، دره کالو، شینه، استالف  ارزگان، پنجشیر، بدخشان، غوربند، بامیان، و ارغنداب  یافت می‌شود. این انرژی از حرارت مگما در  داخل زمین، بالاثر مالش پلیت‌های جامد و شکستگی‌ها، تحت فشار گرفتن طبقه هایدروکاربنات در شمال افغانستان می‌باشد، مرکبات آب‌های گرم افغانستان بای کاربنات کلورایدی، کلورایدی، سلفاید، سودیمی و به مقدار کم یک تعداد عناصرى چون Ge,Be,B,Fe,Ag,Zn,Pb,Ba,Li,Rb, Sr ,Sc می‌باشد، که علاوه بر انرژی، می‌توان به مقاصد دیگر استفاده نمود. در سطر ذیل چند نمونه از چشمه‌های مشهور را می‌توان نام برد.
1. چشمه شفا خنجان فاقد سلفر (جیوترمال)
2. چشمه شفا ولسوالی اوبی هرات فاقد سلفر (جیوترمال)
3. چشمه شفا ولسوالی خلم فاقد سلفر (جیوترمال)
4. چشمه‌های شفا در ولسوالی چشت شریف ولایت هرات

### چشمهای شفا که دارای آب سرد اند
1. چشمه شفای آب سرد بالای پل سوچ قریه فرغامیرو ولسوالی جرم بدخشان.
2. چشمه آبشار یخشیره ولسوالی وردوج که روح رازنده می‌کند فضای آن درتابستان!
3. چشمه آب سرد بنگی تخار!
4. چشمه شفا کنار بند همت بامیان سرد است دارای مقدار زیاد کلسیم کاربونیت و سلفیت است.
5. چشمه شفا قندوز سرد دارای مرکبات کلسیمی است.
6. چشمه یخ عقب قریه انعامک داخل دره پارنده ولسوالی پلحصار دره اندراب.
7. چشمه یخ عقب قریه کشن آباد دامن دره هزار چشمه ولسوالی بنو دره اندراب ولایت بغلان

### دلایل که چشمه‌ها شفا بخش می‌شود
از ازمنه قدیم آب چشمه‌های منرالی و ترمالی بحیث آب‌های شفا دهنده، مورد استعمال قرار داشته و اصطلاح شفا دهنده را وقتی به این آبها بکار می‌بریم که آب چشمه یا چاه حفر شده خواص درمانی را دارا باشد و جهت تداوی و معالجه بعضی از امراض از طریق نوشیدن یا استحمام توصیه گردد.
آب چشمه و چاه‌ها به‌طور طبیعی (بدون عوامل مصنوعی یا اضافه نمودن مواد در آن) که تأثیر معالجوی و تخفیف بخشیدن مرض را بصورت علمی و عملی آن داشته باشد، باید خاصیت فزیکی و کیمیاوی ذیل در این گونه آبها مشاهده و تثبیت گردد:
1. حداقل موجودیت یک گرام مواد جامد در یک لیتر آب؛
2. ثابت بودن حرارت حداقل ۲۰ درجه سانتی گراد در دهانهٔ چشمه یا آب چاه؛
3. داشتن اقلاً ۵۰۰ ملی گرام کاربن دای اکساید طبیعی در دهنهٔ چشمه یا آب چاه، برای علاج امراض از طریق نوشیدن؛
4. داشتن اقلاً ۱۰۰۰ ملی گرام کاربن دای اکساید در یک لیتر آب برای علاج از طریق غسل؛
5. علاوتاً آب‌های معدنی «منرالی» یک از مواد ذیل را که تأثیرات فارموکولوژی دارند، باید داشته باشد:

الف: چشمه‌های که دارای ۱۰ ملی گرام آهن در یک کیلو گرام آب باشد؛
ب: چشمه‌های که دارای ۱ ملی گرام یود در یک کیلو گرام آب باشد؛
ج: چشمه‌های که دارای ۱ ملی گرام سلفر در یک کیلو گرام آب باشد؛
د: چشمه‌های که دارای ۱ ملی گرام ارسین در یک کیلو گرام آب باشد؛
ر: چشمه‌های که دارای عنصر رادون باشد؛ نظر به مقدار آن هم برای نوشیدن و هم برای استحمام استعمال می‌گردد.
س: چشمه‌های که دارای ۷ تا ۱۰ ملی گرام رادیوم در یک کیلو گرام آب باشد؛
ص: چشمه‌های که دارای ۵۰۰ تا ۱۰۰۰ ملی گرام کاربن دای اکساید در یک کیلو گرام آب باشد؛ هم برای نوشیدن و هم برای استحمام استعمال می‌گردد.
.
عموماً آبهای معدنی «منرالی» در چهار گروپ ذیل تقسیم می‌گردند:
الف: چشمه‌ها یا چاه‌های آب گرم؛
ب: چشمه‌ها و چاه‌های آب شور و نمکی؛
ج: چشمه‌ها و چاه‌های مینرالی؛
د: چشمه‌ها و چاه‌های مفید مینرالی طبی و صحی.
چشمه‌ها و چاه‌های معدنی «منرالی» در ولایات بادغیس، غور و هرات در امتداد شکستگی تکتونیکی هریرود از ناحیه فیروزکوه «چغچران» الی اسلام قلعه تثبیت گردیده‌است. چشمه آبگرم اوبی این حوزه از شهرت و اهمیت زیاد برخوردار می‌باشد. همچنان، در جنوب غرب فیروزکوه و امتداد دریایی هریرود و در مناطق پشتون زرغون، کروخ و سایر مناطق این ولایات چشمه‌های منرالی و آبگرم وجود دارند که از لحاظ اقتصادی و طبی ارزش دارند.
.
این مقاله با نظرات شما یکجا در حال تحقیق و تکمیل شدن است. اگر چشمه آب گرم را بیشتر می‌دانید بما بنویسید